# 야마구치 가즈키 (1986년)
야마구치 가즈키(일본어: 山口 和樹, 1986년 10월 7일 ~ )는 일본의 전 축구 선수이다.

## 구단 경력
과거 아비스파 후쿠오카에서 활동하였다.